# 東方鬚鰻
東方鬚鰻（学名：Cirrhimuraena orientalis）為輻鰭魚綱鰻鱺目糯鰻亞目蛇鰻科鬚鰻屬的其中一種，該物種分布於西太平洋的越南海域，棲息於底層水域，屬肉食性，生活習性不明。